# T-1000
De T-1000 is een fictieve androïde uit de Terminator-franchise. Het is een van de vele modellen Terminators gemaakt door Skynet. De bekendste T-1000 is die uit de film Terminator 2: Judgment Day, waarin hij wordt gespeeld door Robert Patrick.

## Omschrijving
Een T-1000 bestaat geheel uit een vloeibaar metaal. Zelfs zijn hardware zoals zijn CPU is gemaakt van dit metaal. Het feit dat hij uit vloeibaar metaal bestaat geeft de T-1000 een groot aantal mogelijkheden. Zo kan hij zijn uiterlijk veranderen om zich te vermommen als een ander mens of een voorwerp, zijn lichaamsdelen veranderen in steekwapens, zich door kleine openingen wringen, en razendsnel genezen van verwondingen. In een bekende scène uit de film valt de T-1000 uiteen tot duizenden kleine stukjes, die echter automatisch weer bijeen komen.
De eigenschappen van de T-1000 worden slechts op twee manieren beperkt: hij kan niet veranderen in voorwerpen die kleiner of groter zijn dan hijzelf daar hij zijn massa niet kan veranderen, en hij kan geen complexe machines zoals vuurwapens en explosieven imiteren daar deze chemicaliën bevatten. De T-1000 heeft twee zwakheden. Hij kan niet tegen extreme kou en extreme hitte. Extreme kou zal hem paralyseren, maar niet vernietigen. Daarentegen zal extreme hitte hem geheel vernietigen.
Anders dan de T-800 kiest een T-1000 vaak niet voor brute kracht, maar voor sluwheid en misleiding als manier om zijn slachtoffers te vermoorden.

## Rol

### Film
In Terminator 2: Judgment Day is de T-1000 de tweede Terminator die door Skynet terug wordt gestuurd in de tijd om te voorkomen dat John Connor het menselijke verzet tegen Skynet zal oprichten. Hij moet John doden wanneer die nog een kind is. Hij steelt hiervoor een politiewagen, en gebruikt de politiecomputer om John op te sporen. Later in de film confronteert hij John en Sarah in de inrichting waar Sarah verblijft.
In de climax van de film wordt de T-1000 vernietigd wanneer hij in een vat gesmolten staal valt, waardoor zijn lichaam geheel smelt.

### Televisie
Een nieuwe prototype, de T-1001, komt voor in de televisieserie Terminator: The Sarah Connor Chronicles. Dit is een vrouwelijk model, gespeeld door Shirley Manson. Onder de naam Catherine Weaver runt deze Terminator een bedrijf waar gewerkt wordt aan kunstmatige intelligentie, mogelijk het toekomstige Skynet. Deze T-1000 is in staat tot het tonen van emoties. Deze T-1000 wordt soms ook naar gerefereerd als T-1001.

## T-1000 in Pop cultuur
Robert Patrick heeft cameo's als de T-1000 in verschillende films, waaronder Last Action Hero en Wayne's World.
- De T-1000 werd geparodieerd in onder andere The Simpsons, Celebrity Deathmatch en de film Hot Shots! Part Deux.
- "Todd the T1000" is een lied van Jonathan Coulton over een dienaar van een Terminator.
- "T-1000" is ook een lied van de Industrial metalband Fear Factory.